# Embalse Quebrada de Lules
El Embalse Quebrada de Lules (conocido popularmente como Dique del Medio) fue un dique y central hidroeléctrica de Tucumán, Argentina. Esta fue construida sobre el río Lules cercano a la localidad homónima. Actualmente la represa se encuentra fuera de servicio tras su desmantelamiento en 1974, conociéndose como sitio turístico de aventura.

## Historia
El dique fue propuesto por primera vez en 1901 y 1903, pero estos fueron desestimados. En 1906, mediante la Ley 914, le concedieron la concesión a Tomás Fleming para realizar la presa y explotarla. Por ello la construcción comenzó en 1907, siendo inaugurado el 25 de septiembre de 1912 por el gobernador José Frías Silva y el arzobispo de Buenos Aires Mariano Espinosa junto a las celebraciones del centenario de la Batalla de Tucumán.
Originalmente la concesión del dique perteneció a Tomás Fleming desde su apertura hasta 1930, cuando le fue cedida a la Compañía Hidroeléctrica de Tucumán. La empresa la mantuvo hasta su revocación en 1944 por el interventor federal Alberto Baldrich, luego expropiada por Agua y Energía Eléctrica. En 1973 el embalse dejó de funcionar para ser desmantelado, sucediendo en 1974 un aluvión que dejó inutilizada la estructura de la presa y la usina. En 2005 se planteó la construcción del dique Potrero de Las Tablas en el río Lules, mas no se llevó a cabo.

## Descripción
El dique tenía 60 metros de largo y 5 metros de alto, ubicándose a 5 kilómetros de la usina generadora. Desde la Presa derivadora, el agua es transportada por un túnel de 3118 metros de longitud que desemboca en un canal de 80 metros de largo anterior a las antecámaras. Las antecámaras disponen de 6 bocatomas que se unen con la usina mediante tubos.
La usina poseía turbinas que generaban 1250 kilovatios y 4400 voltios, que gracias a los transformadores se convertían en 44000 voltios. Estos eran movilizados hasta la capital tucumana mediante torres de alta tensión. Desde su inauguración, para llegar al lugar se utilizaba un cable carril desde San Pablo. Pero en 1945 se creó un camino de ripio para la circulación de automóviles hasta la usina.